# Куріпка хайнанська
Курі́пка хайнанська (Arborophila ardens) — вид куроподібних птахів родини фазанових (Phasianidae). Ендемік острова Хайнань.

## Опис
Довжина птаха становить 26-28 см. Середня вага самця становить 300 г, середня вага самиці — 237 г. Голова чорна, на щоках білі плями, над очима білі "брови". Тім'я і потилиця темно-коричневі, поцятковані чорними плямками. Верхня частина тіла темно-коричнева. поцяткована чорним лускоподібним віземрунком. Горло і бічні сторони шиї чорнуваті, на горлі широкий, яскраво-рудий "комірець". Нижня частина тіла сірувата, живіт охристий. Крила сіро-коричневі.Дзьоб чорний, очі карі, лапи темно-червоні. Самиці мають менші розміри і тьмяніше забарвлення, ніж самці.

## Поширення і екологія
Хайнанські куріпки є ендеміками острова Хайнань, розташованого на південь від Китаю. Вони живуть у вологих гірських і рівнинних тропічних лісах. Зустрічаються на висоті від 600 до 1600 м над землею.

## Збереження
МСОП класифікує цей вид як вразливий. За оцінками дослідників, популяція хайнанських куріпок становить від 3900 до 5200 птахів (можливо, чисельність занижена). Раніше їм загрожувало знищення природного середовища, однак зараз проводяться заходи з відновлення природного середовища.